# Сурачай Джатурапаттарапонг
Сурачай Джатурапаттарапонг (тай. สุรชัย จตุรภัทรพงศ์, нар. 20 листопада 1969, Бангкок) — таїландський футболіст, який грав на позиції півзахисника. Відомий за виступами у складі клубу «Тай Фармерз Банк» та сінгапурських клубах, а також у складі національної збірної Таїланду, у складі якої брав участь у фінальних турнірах трьох Кубків Азії з футболу. Після завершення виступів на футбольних полях — таїландський футбольний тренер.

## Клубна кар'єра
Сурачай Джатурапаттарапонг розпочав виступи у професійному футболі в 1991 році в складі команди «Тай Фармерз Банк», яка на той час була лідером тайського футболу. У складі столичної команди Сурачай грав до 1997 року, в складі команди 4 рази ставав чемпіоном країни, двічі ставав переможцем Ліги чемпіонів АФК, по 4 рази ставав володарем Kor Royal Cup і Queen's Cup, та один раз переможцем Афро-азійського клубного чемпіонату. З 1998 до 2000 року футболіст грав у складі іншого тайського клубу «Сток Ексчейндж оф Таїланд», де вже не мав таких перемог. У 2001—2002 роках Сурачай Джатурапаттарапонг грав у складі сінгапурського клубу «Гомбак Юнайтед», а в 2003—2005 роках у складі іншого сінгапурського клубу «Гоум Юнайтед», у складі якого став чемпіоном Сінгапуру та двічі володарем Кубка Сінгапуру. У 2005 році завершив виступи на футбольних полях.

## Виступи за збірні
У 1991 році Сурачай Джатурапаттарапонг став гравцем національної збірної Таїланду. У складі збірної Сурачай тричі, у 1992, 1996 і 2000 роках, брав участь у фінальному турнірі Кубка Азії з футболу, в 1998 році брав участь у домашньому для тайської збірної футбольному турнірі Азійських ігор. У складі збірної Сурачай також ставав переможцем Чемпіонату АСЕАН та Ігор Південно-Східної Азії. У складі збірної грав до 2002 року, провів у її складі 86 матчів, у яких відзначився 7 забитими м'ячами.

## Тренерська кар'єра
З 2009 до 2010 року Сурачай Джатурапаттарапонг входив до тренерського штабу клубу «Бангкок Глесс», з яким виграв Суперкубок Таїланду та Queen's Cup. У 2011—2013 роках колишній футболіст входив до тренерського штабу національної збірної Таїланду, одночасно в 2012 році очолюючи як головний тренер клуб «Бангкок Глесс». У 2012—2014 роках Сурачай очолював таїландський клуб «Чайнат Горнбілл», одночасно в 2013 році він нетривалий час був головним тренером національної збірної Таїланду. У 2017 році Сурачай знову очолював клуб «Бангкок Глесс», а після переїзду та перейменування команди на «Патум Юнайтед» став одним із асистентів головного тренера клубу. У 2022 році колишній футболіст став виконуючим обов'язки головного тренера «Патум Юнайтед», а після призначення в цьому ж році нового головного тренера клубу Сурачай знову став асистентом головного тренера «Патум Юнайтед».

## Досягнення

### Як футболіста
- Ліга чемпіонів АФК
  - Чемпіон (2): 1994, 1995
- Чемпіон Таїланду: 1991, 1992, 1993, 1995
- Kor Royal Cup
  - Володар (4): 1991, 1992, 1993, 1995
- Queen's Cup
  - Володар (4): 1994, 1995, 1996, 1997
- Афро-азійський клубний чемпіонат
  - Чемпіон (1): 1994
- Чемпіон Сінгапуру: 2003
- Володар Кубка Сінгапуру: 2003, 2005

### Як тренер
- Володар Суперкубка Таїланду: 2009
- Фіналіст Кубка Сінгапуру: 2009
- Володар Queen's Cup: 2010